# Andrej Sjalopa
Andrej Sjalopa (russisk: Андре́й Генна́дьевич Шальо́па) (født 19. februar 1972 i Sankt Petersborg i Sovjetunionen) er en russisk filminstruktør, skuespiller og manuskriptforfatter.

## Filmografi
- Dvadtsat vosem panfilovtsev (28 панфиловцев, 2016)[1][2]